# Savior (Iggy Azalea)
Savior è un singolo della rapper australiana Iggy Azalea, pubblicato il 2 febbraio 2018 dalla Island Records.
Il singolo ha visto la collaborazione del rapper statunitense Quavo.

## Video musicale
Il videoclip del brano è stato diretto da Colin Tilley e pubblicato il 1º marzo 2018. Il video è stato girato in una «chiesa al neon» ed è dotato di una pletora di immagini religiose e simbolismi come aloni e croci al neon, rose in fiamme, e una scena di Azalea essendo battezzata.

## Tracce
1. Savior (feat. Quavo) – 3:28 (Amethyst Kelly, Quavious Marshall, Akil King, Myjah Veira, Kyle Owens, Maurice Simmonds, Ian Devaney, Lukasz Gottwald, Lisa Stansfield, Andy Morris, Henry Walter)

## Classifiche
| Classifica (2018) | Posizione massima |
| ----------------- | ----------------- |
| Belgio (Vallonia) | 59                |
| Stati Uniti       | 107               |